# Georg Wildemann
Georg Adrian Wildemann, auch Wildeman (* 9. Mai 1888 in Bonn; † Juli 1945), war ein deutscher Kapitän zur See der Reserve der Kriegsmarine. Wildemann war einer von 13 Offizieren und mit Gustav Freiherr von Liebenstein einer von nur zwei Admiralstabsoffizieren, die den Dienstgrad eines Kapitäns zur See der Reserve in der Kriegsmarine erreichten.

## Leben
Georg Wildemann trat am 3. April 1907 in die Kaiserliche Marine ein und wurde am 21. April 1908, im gleichen Jahr war er an der Marineschule, zum Fähnrich zur See. 1910 war er auf der Wettin, wurde am 28. September 1910 zum Leutnant zur See und kam auf die Vineta. Später war er bis April 1916 erst Wachoffizier und dann Kommandant von T 96. Anschließend war er für zwei Monate Kommandant von S 127. Bis Oktober 1916 war er Kommandant von V 69, V 43 und V 46. Von Oktober 1916 bis September 1917 war er Kommandant von S 18 und dann bis Kriegsende von S 52. Am 20. August 1917 wurde er zum Kapitänleutnant befördert. Am 24. November 1919 wurde er aus der Marine verabschiedet.
Er wurde in die Kriegsmarine übernommen und war als Korvettenkapitän d. R. von August 1939 bis Mai 1940 Chef der neu aufgestellten 16. Minensuchflottille. Anschließend war er bis März 1941 Hafenkommandant Delfzijl im Abschnitt Emden des Küstenbefehlshabers Deutsche Bucht. Im April 1941 war er zur Verfügung des Marineoberkommandos Norwegen gesetzt und kam im gleichen Monat als Erster Admiralstabsoffizier in den Stab des Admirals der norwegischen Westküste. Am 1. März 1944 wurde er zum Kapitän zur See d. R. befördert. Von April 1944 bis Kriegsende war er hier Chef des Stabes und war in dieser Funktion Gerichtsherr des Gerichtes des Admirals der norwegischen Westküste in Stavanger mit dem Leitenden Richter Marineoberstabsrichter d. R. Hermann Gries. Im August/September 1944 war er in Vertretung Seekommandant Bergen. In dieser Funktion war er mit der Führung des kurzzeitig eingerichteten Sonderkommando Wurfverband, einem Minenunternehmen vor Norwegen, beauftragt. Am 27. September 1946 wurde er aus der Kriegsgefangenschaft entlassen.
Als am 10. Mai 1946 im Nürnberger Prozess Admiral Dönitz befragt wurde, wurde Wildemann durch David Maxwell Fyfe als Zeuge herangezogen. Als Kommandierender Admiral hatte Otto von Schrader Ende Juli 1943 völkerrechtswidrig die Erschießung der britisch/norwegischen Besatzung eines Motortorpedoboots (MTB) angeordnet, die er nicht als Kombattanten anerkannt hatte. Von Schrader habe, so die Zeugenaussage von Wildemann, die gefangengenommene Crew des MTBs, die z. T. in ziviler Kleidung aufgegriffen wurde, an die Abwehr überstellt, welche die Gefangenen an den SD weiterleitete. Eine schriftliche Meldung zu den Vorgängen war nach Aussage von Wildemann durch von Schrader an Dönitz gegangen. Dönitz gab an, Wildemann nicht zu kennen und auch keine Meldung erhalten zu haben. Da von Schrader annahm, dass er dafür zur Rechenschaft gezogen werden würde, beging er Ende Juli 1945 in Kriegsgefangenschaft Suizid.